# Crytek Hungary
Crytek Hungary (ook bekend als Crytek Budapest) was een Hongaars computerspelontwikkelaar gevestigd in Boedapest. Het bedrijf werd in 2007 opgericht en was een van de ontwikkelstudio's van het Duitse Crytek. In 2016 werd het bedrijf gesloten na financiële problemen bij Crytek.

## Ontwikkelde spellen
| Release | Titel                   | Platform     | Uitgever        |
| ------- | ----------------------- | ------------ | --------------- |
| 2008    | Crysis Warhead          | Windows      | Electronic Arts |
| 2012    | Fibble – Flick 'n' Roll | Android, iOS | Crytek          |
| 2014    | The Collectables        | Android, iOS | DeNA            |